# JR東日本ホテルメッツ

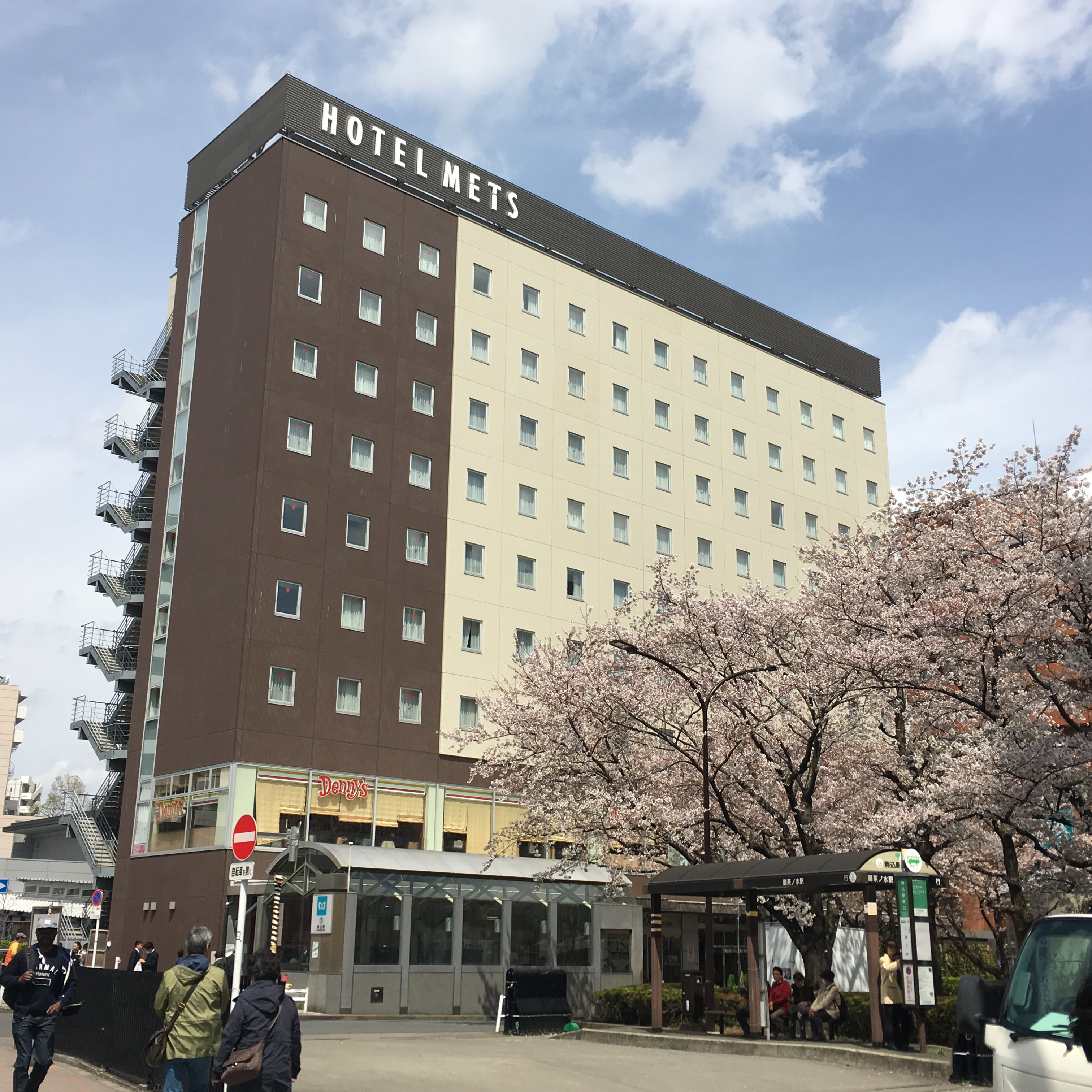
JR東日本ホテルメッツ駒込
（2017年4月6日）

JR東日本ホテルメッツ（ジェイアールひがしにほんホテルメッツ、JR-EAST HOTEL METS）は、東日本旅客鉄道（JR東日本）によるホテルチェーン「JR東日本ホテルズ」の宿泊特化型ホテルブランド。2018年（平成30年）10月にホテルメッツより改称された。

## 概要
JR東日本ホテルズが展開するシティホテルのブランド「メトロポリタンホテルズ」の宿泊特化型ホテル版として、1994年（平成6年）5月24日に1号店の「ホテルメッツ久米川」が西武新宿線の久米川駅南口近くに開業。続いて同年7月11日に2号店の「ホテルメッツ武蔵境」が中央線・西武多摩川線の武蔵境駅南口駅前に開業し、主に首都圏をはじめ関東地方各地で店舗展開を進めた。
ホテルメッツは駅ビル会社である国分寺ターミナルビル（現在のJR東京西駅ビル開発）が、流通業を取り巻く環境の変化にあってホテル業に新規参入することによって経営基盤の拡充に資することを目的とした。「駅に近い宿泊特化型のホテル」として、シティホテル並みのサービスと居住性の高い客室を低価格で提供することを目指しており、30代から40代のビジネスマンをメインターゲットとして駅から至近の地に出店している。これは駅ビル開発の一環や、駅敷地の遊休地の利活用なども見込んだものである。
1996年に池袋ターミナルビルによって「ホテルメッツ浦和」、1997年に水戸サービス開発によって「ホテルメッツ水戸」、1998年にはJR貨物グループのフランチャイズ運営による「ホテルメッツ田端」が開業。1999年（平成11年）4月には、JR東日本関連事業部内にホテルメッツチェーン本部を設置し、ブランド力による集客力の向上、スケールメリットによる効率経営を目指すためチェーンオペレーションを開始した。そして久米川・武蔵境・国分寺の3ホテルが好調に推移したことを踏まえ、JR東日本管内の地方都市でも新規出店を進め、同年7月20日開業の「ホテルメッツ北上」（北上駅西口駅前）、7月21日開業の「ホテルメッツ長岡」（長岡駅東口駅前）を皮切りに、主に新幹線の停車駅を中心に出店。1駅ビル会社の事業からグループ全体に事業へと発展した。
展開初期に開業したものは遊休地活用の面が強かったことから、客室数はシングルルーム主体で100室前後と比較的小規模である。またホテル内に会議室を設けている店舗や、レストラン・喫茶店・居酒屋などがテナント出店している店舗もあり、こうした会議室やテナントで朝食を提供する店舗もある。客室数に余裕が少ないため、特にビジネス客の需要がある平日は稼働率が高く、満室となることが多い。また展開初期の店舗は東横インなどと同様に、コスト削減のため客室設備や建物の基本設計を共用化する傾向があり、開業時期が近い店舗には建物外観が酷似しているケースもある。
一方で多くの集客が見込めるターミナル駅を中心に店舗の大型化を進め、1997年（平成9年）4月21日開業の「ホテルメッツ川崎」（川崎駅西口駅前）は客室数153、2001年（平成13年）11月28日開業の「ホテルメッツ渋谷」（渋谷駅新南口駅前）は客室数195など、150以上の客室を擁する店舗も出店している。また一部の店舗では朝食だけでなく、ランチタイムやディナータイムにも営業するレストランがテナント出店するなど、運営規模は徐々に拡大している。
2012年（平成24年）3月27日に宇都宮駅西口の駅ビル「パセオ」の空きフロアを改修してホテルフロアへの活用を図った店舗として「ホテル アール・メッツ宇都宮」が開業。このアール・メッツブランドの「アール」とは、Region（地域の魅力再編集）・Recycle（既存建造物の利活用）・Revival（地域活性化）の、3つのキーワードの頭文字を意味したものである。駅ビルをホテルへ業態転換した例は、JR東日本グループ管内ではこれが初のケースである。しかし、2018年（平成30年）10月のチェーン名称変更を機に同ホテルについても「JR東日本ホテルメッツ 宇都宮」に改称されている。
また、ホテルメッツとメトロポリタンホテルズの中間業態をとる店舗もあり、「ホテルメッツ渋谷」は2010年（平成22年）11月11日のリニューアル開業時、高層階の13・14階をハイグレードタイプの「プレミアムフロア」として、上質な備品を備えた客室や、「渋谷」や「森」をモチーフにしたコンセプトルームを展開するなど、高級感のある客室構成としている。この他、2013年（平成25年）4月1日にリニューアル開業した「ホテルメッツ川崎」では高層階2フロアを「プレミアムフロア」、同年4月8日に新規開業した「ホテルメッツ新潟」（新潟駅南口駅前）でも高層階2フロアを「スーペリアフロア」として、それぞれハイグレードタイプを備えた客室構成としている。
2019年（平成31年）2月には初めてJR東日本エリア以外の地域（札幌）に出店し、それにともない2018年（平成30年）10月1日より展開済みのホテルにおいてもブランドロゴのリニューアルおよび「JR東日本ホテルメッツ」へのホテル名称の変更が実施された。また、札幌・新木場などは東横インなどと同じく、土地建物をJRグループ外部の法人が所有・建設し、日本ホテルがホテル運営を受託する方式を採用している。

### 特徴
ホテルメッツの特徴として、スタンダードタイプのシングルルーム1泊あたりの宿泊料金が、東京都区内の店舗で15,000円前後、その他の関東各地や地方の店舗で8,000-10,000円前後に設定されていること、朝食券が付帯されていること、シングルルームでは140cm幅のベッドを原則用いていること、温水洗浄便座と足が伸ばせるバスタブを備えたユニットバスを備えていることが挙げられる。
展開当初の店舗はスタンダードタイプの客室のみの設定だったが、店舗展開が進捗すると、客室面積を広くしたり大画面タイプのテレビを設置するなどして居室構造に高級感を持たせたハイグレードタイプの客室や、女性専用の客室、ユニバーサルデザインを取り入れた客室を備えた店舗も出店するようになった。こうした客室は、店舗によって「デラックス」「プレミアム」「スーペリア」「スーペリアデラックス」「レディース」「ユニバーサル」などを客室タイプ名に冠している。このほか、室内に様々なデザインを取り入れたコンセプトルームや、長期滞在向けの家具や備品を備えたレジデンシャルルームを展開している店舗も存在する。
近年は旅行サイトや宿泊予約サイトの普及などもあって、東横イン・アパホテル・ホテルルートインといった格安ビジネスホテルチェーンや、地場の格安型ビジネスホテルなどとの間で価格競争が激化しているが、ホテルメッツでは大幅な料金割引は行わないため、収益は比較的安定しているとされる。逆に同じJR東日本ホテルズのメトロポリタンホテルズでは、空室に余裕が有れば正価から大幅に割り引いて販売することがあるため、宿泊特化型ホテルのホテルメッツとシティホテルのメトロポリタンホテルズとの間で実売価格が近接し、朝食の有無程度しか差が見あたらないケースもある。

### 施設運営
ホテルメッツの展開当初、首都圏の店舗は国分寺ターミナルビル（現在のJR東京西駅ビル開発）などのJR東日本グループの駅ビル運営企業がエリア毎に手がけていた。
しかし1999年（平成11年）、JR東日本グループの経営方針の一環で、東京都をはじめ関東地方に所在するホテルメッツの運営体制が集約されることになり、当時ホテルメトロポリタンを運営していた「池袋ターミナルビル株式会社」が子会社「メッツホテルアンドレストラン株式会社」を設立し、同社が首都圏のホテルメッツの店舗運営を担うことになった。
さらに2007年（平成19年）4月には、東京ステーションホテルやメトロポリタンホテルズも含めたJR東日本ホテルズの運営体制が一本化されることになり、株式会社ホテルメトロポリタン（上記の池袋ターミナルビルが会社分割および商号変更した企業）を存続会社に、メッツホテルアンドレストラン、日本ホテル、ホテルエドモントを吸収合併した上で、ホテルメトロポリタンの商号を「日本ホテル株式会社」に改称した。これ以降、関東地方のホテルメッツは同社が店舗運営を行っている。
このうち「ホテルメッツ田端」（田端駅北口近く）については1998年（平成10年）2月1日の開業当初、日本貨物鉄道（JR貨物）の子会社「ジェイアールエフ・ホテル」がFC契約を結び運営していた。これは同社の田端操駅（現在の田端信号場駅）に隣接する敷地を活用してJR貨物が建設し、JR東日本ホテルズのフランチャイズとして運営を行っていたものだが、2012年（平成24年）7月1日付で日本ホテルに移管され、以後は経営・運営ともJR東日本グループが行っている（詳細は「JRホテルグループ#JR貨物」を参照）。
関東地方を除くJR東日本管内各地のホテルメッツは、JR東日本グループの地域子会社が運営している。なお、JR東日本エリア以外の地域で初出店となる、2019年（平成31年）2月1日開業の「JR東日本ホテルメッツ札幌」は、高宮学園グループがホテルの不動産を建設・所有し、日本ホテルが運営を行っている。

## 所在地
2024年月現在、30店舗を出店している。
下記の一覧は北の地域から順に記載。客室数、開業年月日順のソートも可能。各店舗の詳細情報は公式サイト「路線図マップ」から参照のこと。
| 店舗名                                       | 所在地                             | 立地                                            | 客室数 | 開業年月日     | 運営企業                     | 備考 |
| -------------------------------------------- | ---------------------------------- | ----------------------------------------------- | ------ | -------------- | ---------------------------- | --- |
| JR東日本ホテルメッツ プレミア 札幌           | 北海道札幌市北区北7条西2丁目5-3    | 札幌駅北口徒歩2分                               | 206    | 2019年2月1日   | 日本ホテル                   | |
| JR東日本ホテルメッツ 八戸                    | 青森県八戸市大字尻内町字館田1-1    | 八戸駅東口直結                                  | 82     | 2002年11月21日 | 盛岡ターミナルビル           | |
| JR東日本ホテルメッツ 北上                    | 岩手県北上市大通り1-1-34           | 北上駅正面口隣接                                | 121    | 1999年7月20日  | 盛岡ターミナルビル           | |
| JR東日本ホテルメッツ 福島                    | 福島県福島市栄町1-1                | 福島駅東口徒歩1分                               | 129    | 2006年2月20日  | 仙台ターミナルビル           | |
| JR東日本ホテルメッツ 長岡                    | 新潟県長岡市台町2-4-9              | 長岡駅東口直結                                  | 122    | 1999年7月21日  | JR東日本新潟シティクリエイト | |
| JR東日本ホテルメッツ 新潟                    | 新潟県新潟市中央区花園1-96-47      | 新潟駅西側連絡通路直結                          | 197    | 2013年4月8日   | JR東日本新潟シティクリエイト | 高層階2フロアは「スーペリアフロア」 1 - 3階に「新潟駅ビルCoCoLo西館」併設                                                |
| JR東日本ホテルメッツ 水戸                    | 茨城県水戸市宮町-1-1               | 水戸駅北口徒歩1分                               | 102    | 1997年3月14日  | 日本ホテル                   | |
| JR東日本ホテルメッツ 宇都宮                  | 栃木県宇都宮市川向町1-23           | 宇都宮駅西口直結 パセオ 3 - 9階                 | 158    | 2012年3月27日  | 日本ホテル                   | 「アール・メッツ」ブランドの店舗として開業 （2018年10月に他店舗とブランド統一） 宇都宮をテーマにしたデザインを用いている |
| JR東日本ホテルメッツ 浦和                    | 埼玉県さいたま市浦和区高砂1-16-7   | 浦和駅西口徒歩1分                               | 62     | 1996年11月21日 | 日本ホテル                   | |
| JR東日本ホテルメッツ 津田沼                  | 千葉県習志野市津田沼1-1-1          | 津田沼駅南口直結                                | 81     | 1998年11月28日 | 日本ホテル                   | |
| JR東日本ホテルメッツ 船橋                    | 千葉県船橋市本町7-1-1              | 船橋駅南口徒歩1分                               | 161    | 2018年2月9日   | 日本ホテル                   | |
| JR東日本ホテルメッツ 渋谷                    | 東京都渋谷区渋谷3-29-17            | 渋谷駅新南口直結                                | 195    | 2001年11月28日 | 日本ホテル                   | 高層階2フロアは「プレミアムフロア」                                                                                      |
| JR東日本ホテルメッツ 目白                    | 東京都豊島区目白1-4-1              | 目白駅徒歩1分                                   | 95     | 2003年10月1日  | 日本ホテル                   | |
| JR東日本ホテルメッツ 駒込                    | 東京都豊島区駒込2-1-39             | 駒込駅南口徒歩1分                               | 152    | 2009年9月28日  | 日本ホテル                   | |
| JR東日本ホテルメッツ 赤羽                    | 東京都北区赤羽1-1-76               | 赤羽駅北改札東口徒歩1分                         | 120    | 2005年5月9日   | 日本ホテル                   | |
| JR東日本ホテルメッツ プレミア 秋葉原         | 東京都千代田区外神田1-17-4         | 秋葉原駅電気街口南口徒歩1分                     | 196    | 2019年10月7日  | 日本ホテル                   | 2024年7月1日プレミアへリブランド                                                                                         |
| JR東日本ホテルメッツ プレミア 東京ベイ新木場 | 東京都江東区新木場1-6-1            | 新木場駅徒歩2分                                 | 189    | 2019年11月7日  | 日本ホテル                   | 2024年7月1日プレミアへリブランド                                                                                         |
| JR東日本ホテルメッツ 高円寺                  | 東京都杉並区高円寺北2-5-1          | 高円寺駅北口徒歩1分                             | 110    | 2007年3月6日   | 日本ホテル                   | |
| JR東日本ホテルメッツ 国分寺                  | 東京都国分寺市南町3-20-3           | 国分寺駅南口徒歩1分                             | 75     | 1996年5月24日  | 日本ホテル                   | |
| JR東日本ホテルメッツ 武蔵境                  | 東京都武蔵野市境南町2-1-8          | 武蔵境駅南口徒歩1分                             | 95     | 1994年7月11日  | 日本ホテル                   | |
| JR東日本ホテルメッツ 立川                    | 東京都立川市柴崎町3-1-1            | 立川駅南口徒歩1分                               | 129    | 2008年10月7日  | 日本ホテル                   | |
| JR東日本ホテルメッツ 川崎                    | 神奈川県川崎市幸区堀川町72-2       | 川崎駅西口徒歩1分 京急川崎駅徒歩5分             | 153    | 1997年4月21日  | 日本ホテル                   | 高層階2フロアは「プレミアムフロア」                                                                                      |
| JR東日本ホテルメッツ 溝ノ口                  | 神奈川県川崎市高津区溝口1-1-5      | 武蔵溝ノ口駅南口徒歩1分 東急溝の口駅東口徒歩1分 | 100    | 2000年4月25日  | 日本ホテル                   | |
| JR東日本ホテルメッツ かまくら大船            | 神奈川県鎌倉市大船1-2-1            | 大船駅東口徒歩3分                               | 156    | 2002年4月27日  | 日本ホテル                   | |
| JR東日本ホテルメッツ 横浜鶴見                | 神奈川県横浜市鶴見区鶴見中央1-31-2 | 鶴見駅東口徒歩1分 シークレイン隣接              | 111    | 2010年10月22日 | 日本ホテル                   | |
| JR東日本ホテルメッツ 横浜                    | 神奈川県横浜市神奈川区鶴屋町1-66-9 | 横浜駅きた西口徒歩3分 JR横浜鶴屋町ビル 3 - 9階  | 174    | 2020年6月27日  | 日本ホテル                   | |
| JR東日本ホテルメッツ プレミア 横浜桜木町     | 神奈川県横浜市中区桜木町1-1-93     | 桜木町駅新南口正面 JR桜木町ビル 3 - 12階        | 274    | 2020年6月27日  | 日本ホテル                   | 2024年7月1日プレミアへリブランド                                                                                         |
| JR東日本ホテルメッツ プレミア 五反田         | 東京都品川区東五反田1-26-3         | 五反田駅徒歩1分                                 | 166    | 2020年3月26日  | 日本ホテル                   | 2024年7月1日プレミアへリブランド                                                                                         |
| JR東日本ホテルメッツ 大森                    | 東京都大田区大森北1-6-16           | 大森駅中央改札徒歩1分                           | 199    | 2022年9月28日  | 日本ホテル                   | |
| JR東日本ホテルメッツ プレミア 幕張豊砂       | 千葉県千葉市美浜区浜田2-45-3       | 幕張豊砂駅徒歩1分                               | 229    | 2024年3月25日  | 日本ホテル                   | ホテルメッツ初のプレミアブランド                                                                                         |

## ギャラリー

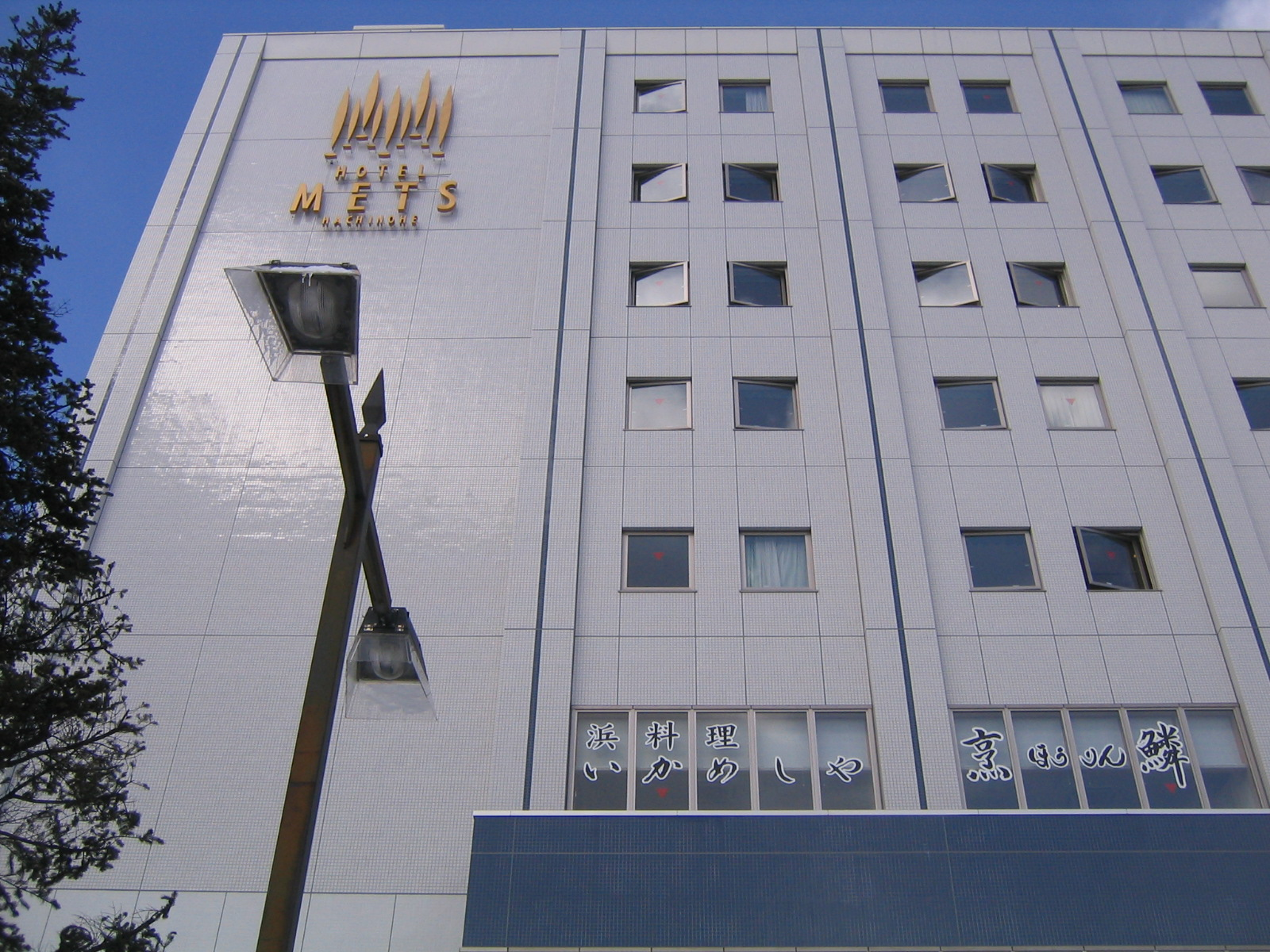
JR東日本ホテルメッツ八戸 （2005年2月）
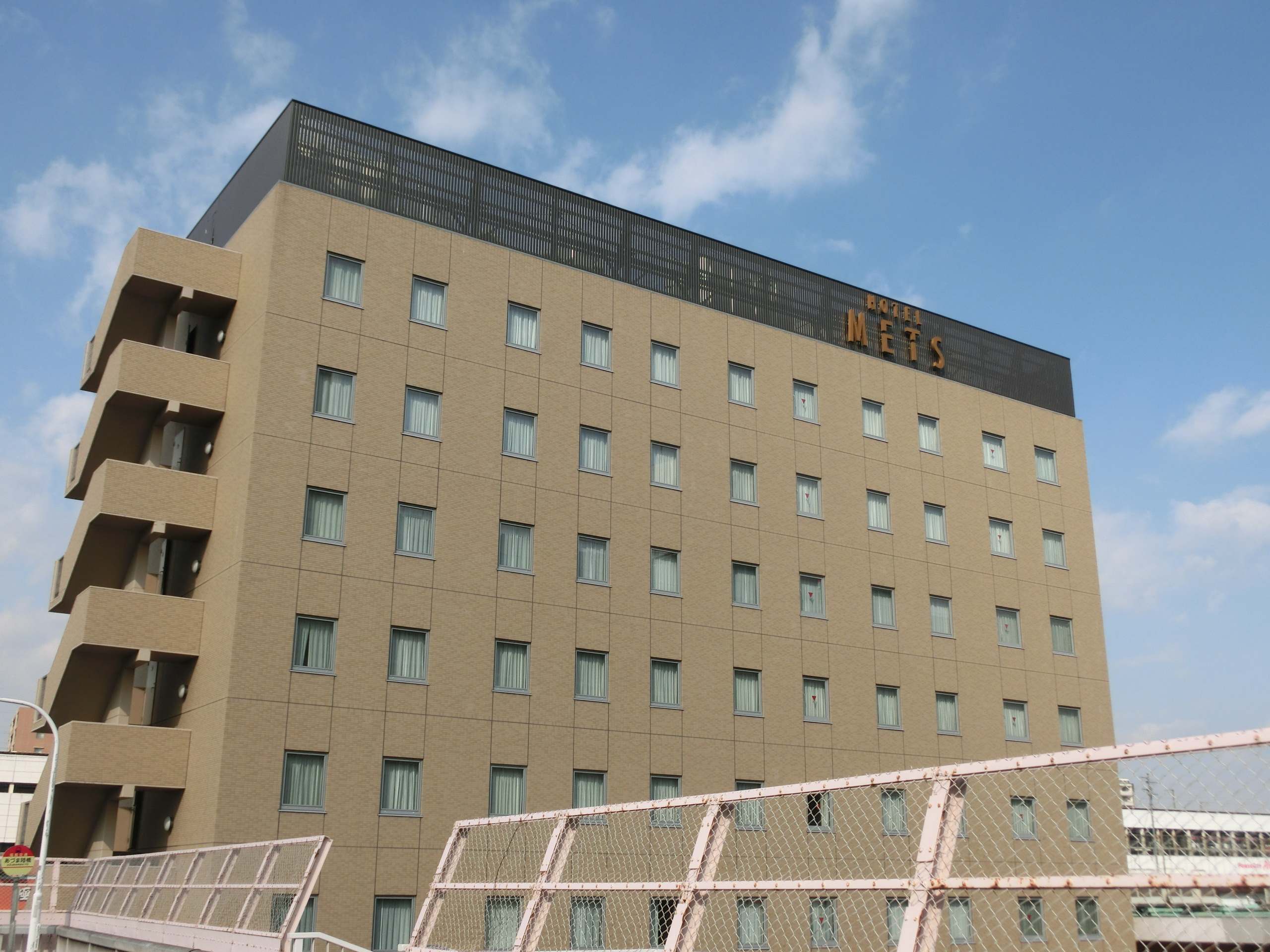
JR東日本ホテルメッツ福島 （2017年3月）
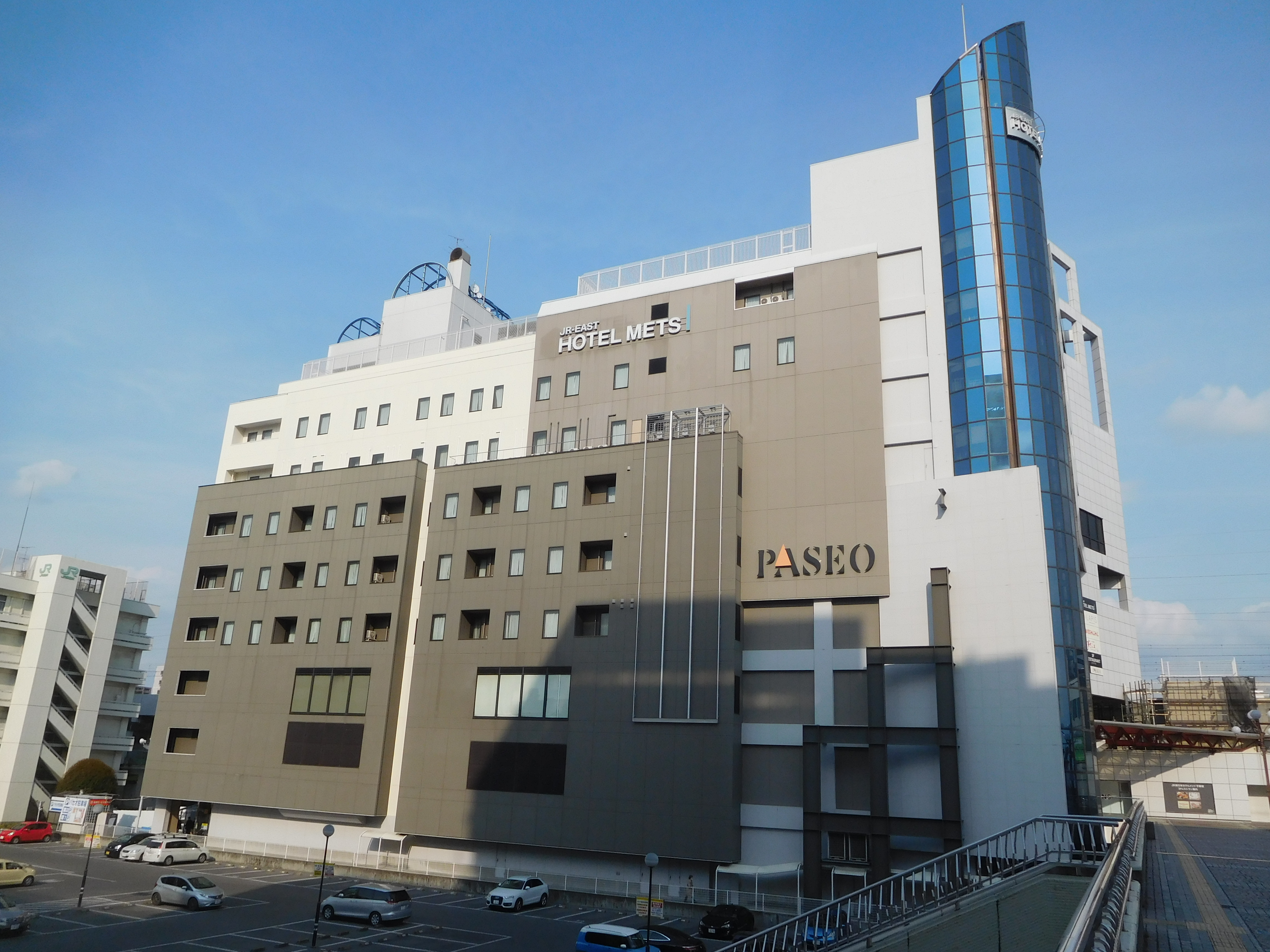
JR東日本ホテルメッツ宇都宮 （2020年4月）
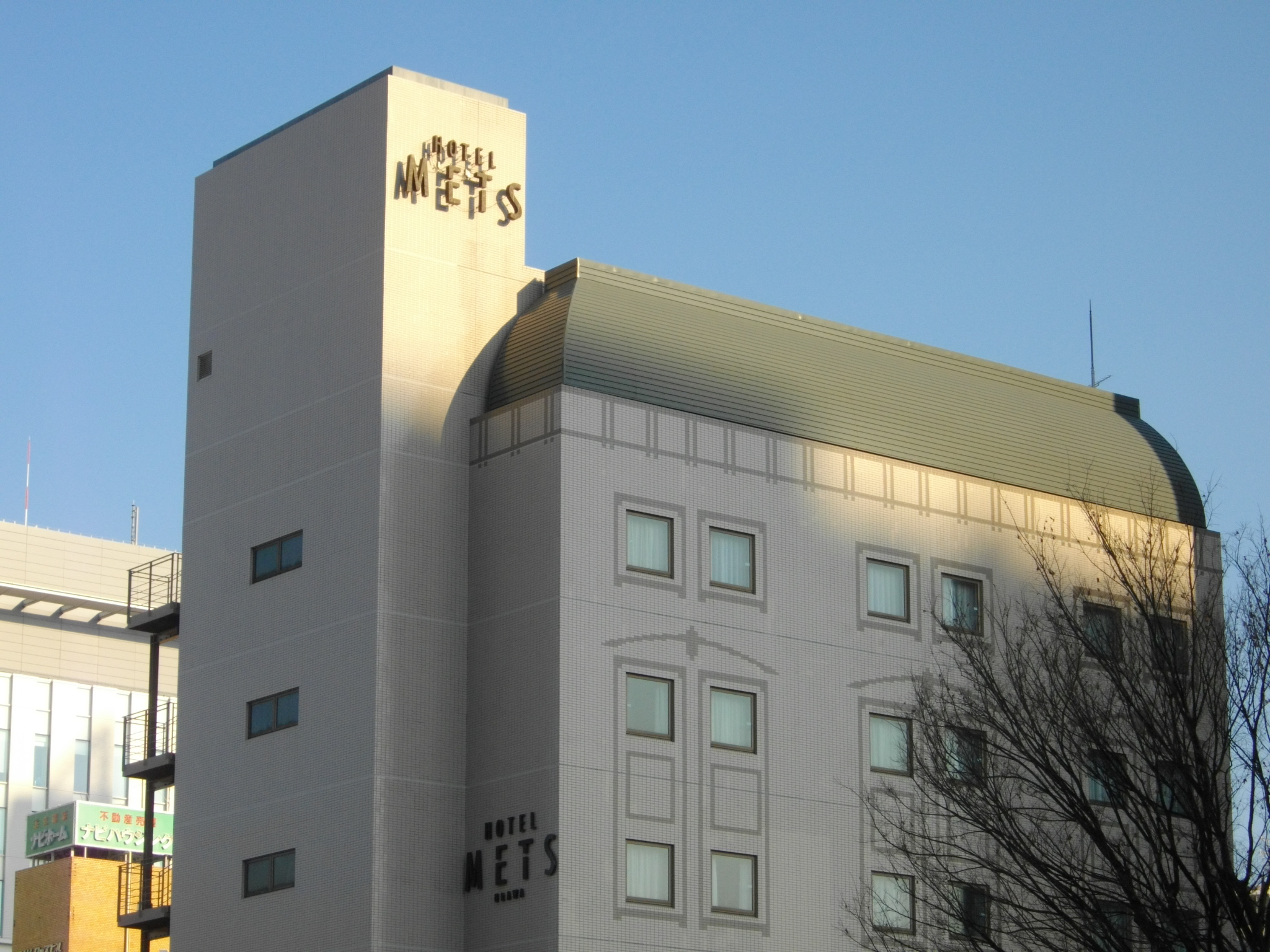
JR東日本ホテルメッツ浦和 （2015年1月）
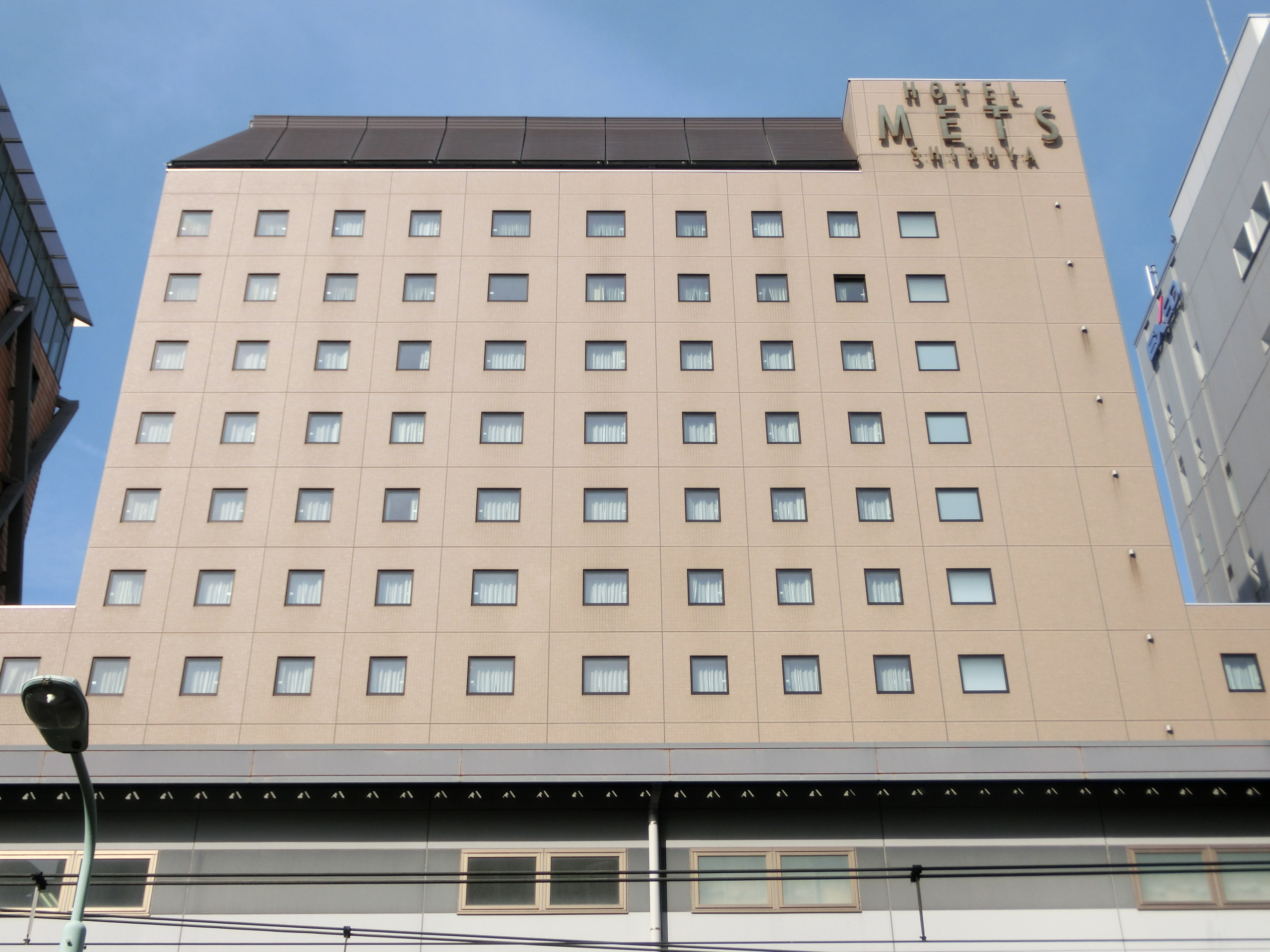
JR東日本ホテルメッツ渋谷 （2017年5月）
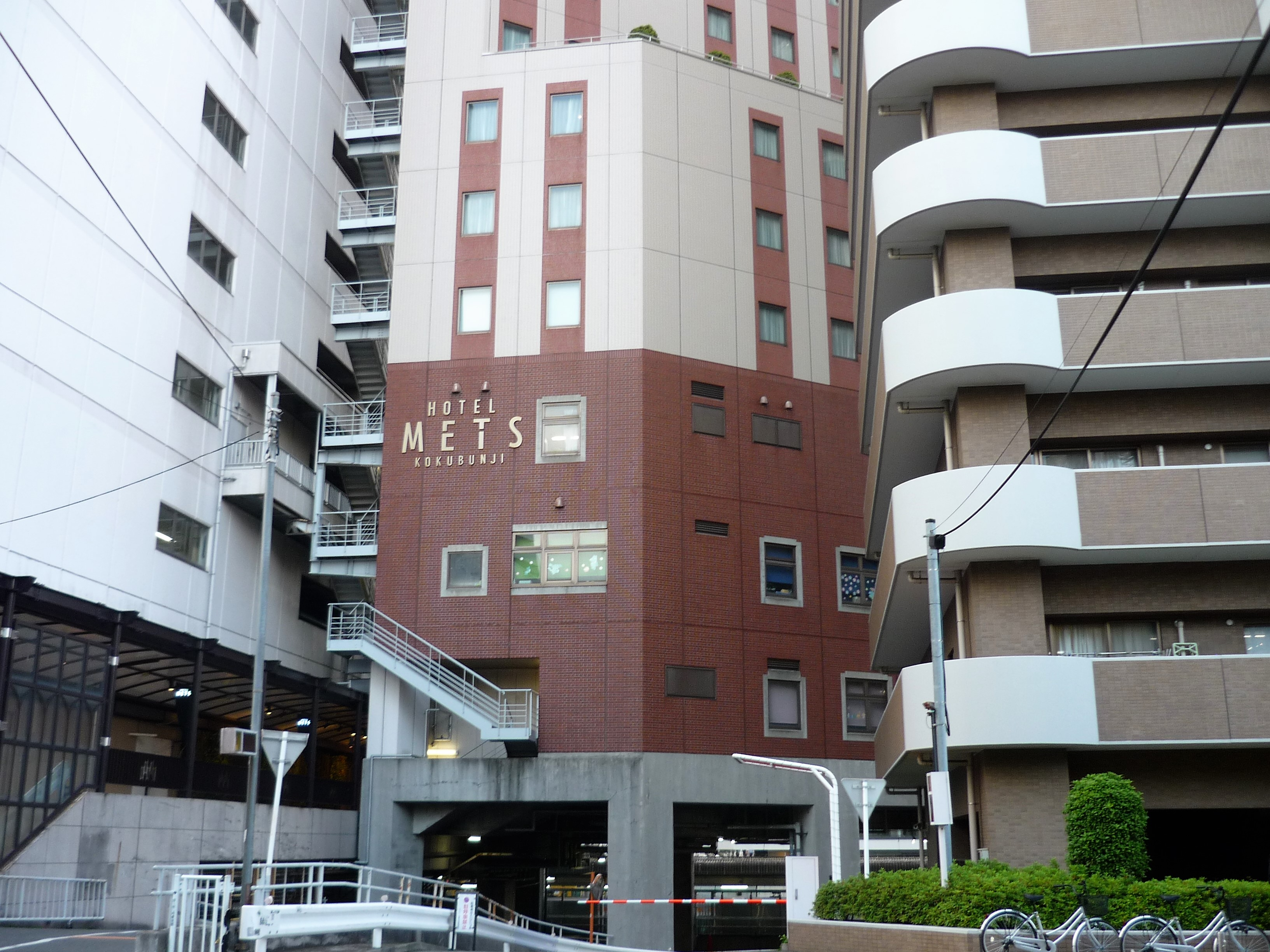
JR東日本ホテルメッツ国分寺 （2018年5月）
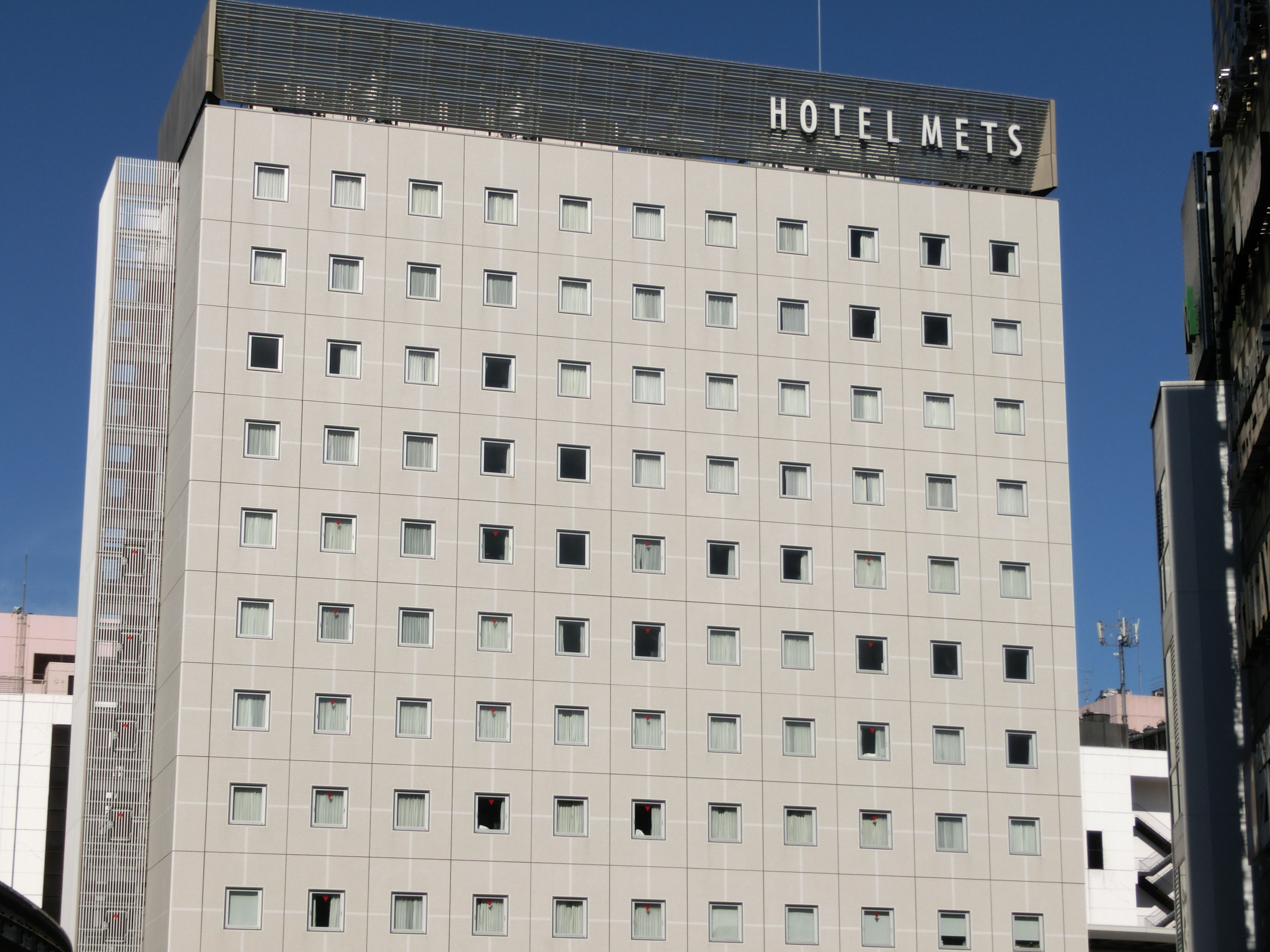
JR東日本ホテルメッツ立川 （2018年11月）
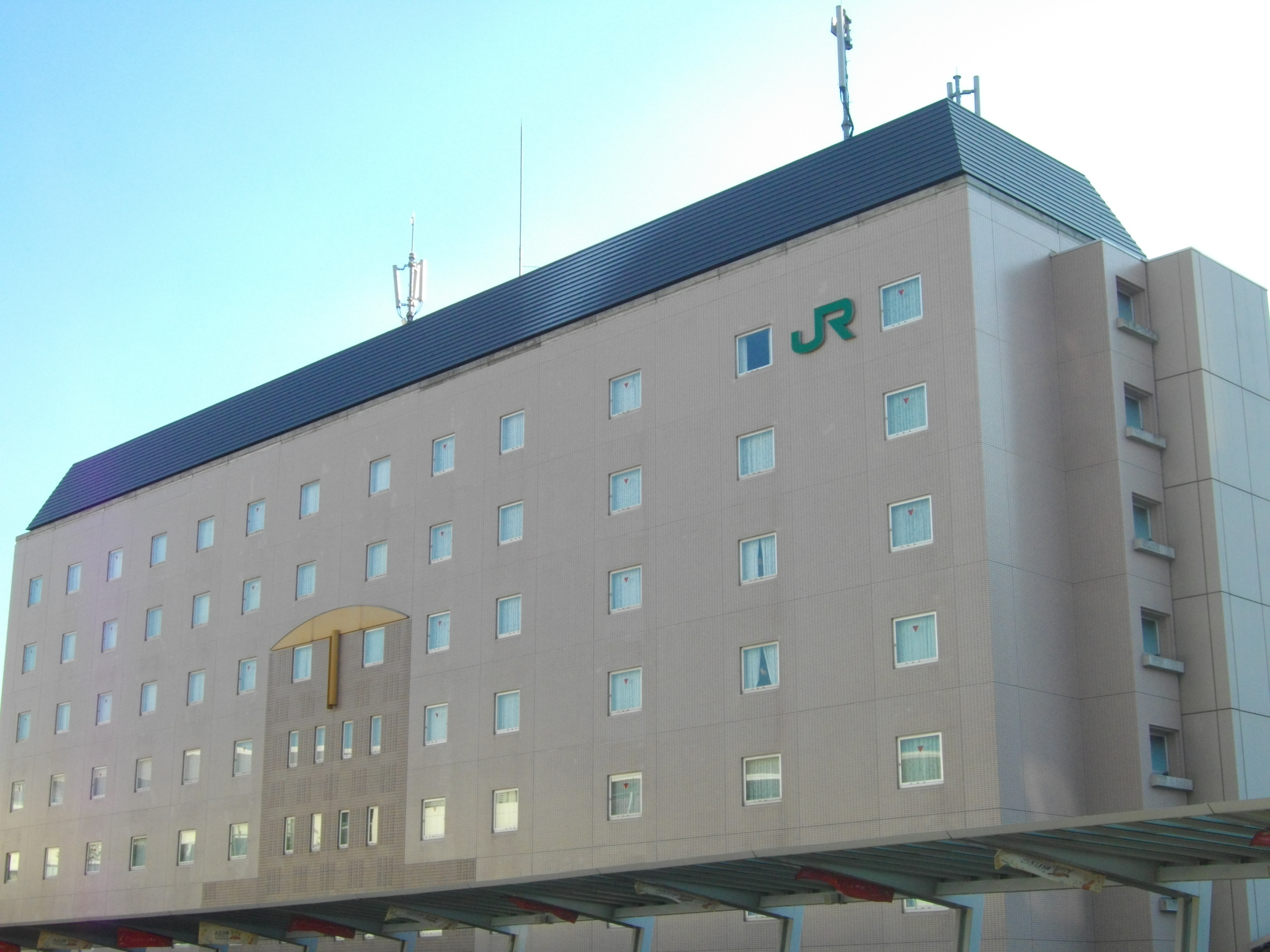
JR東日本ホテルメッツ川崎 （2014年12月）
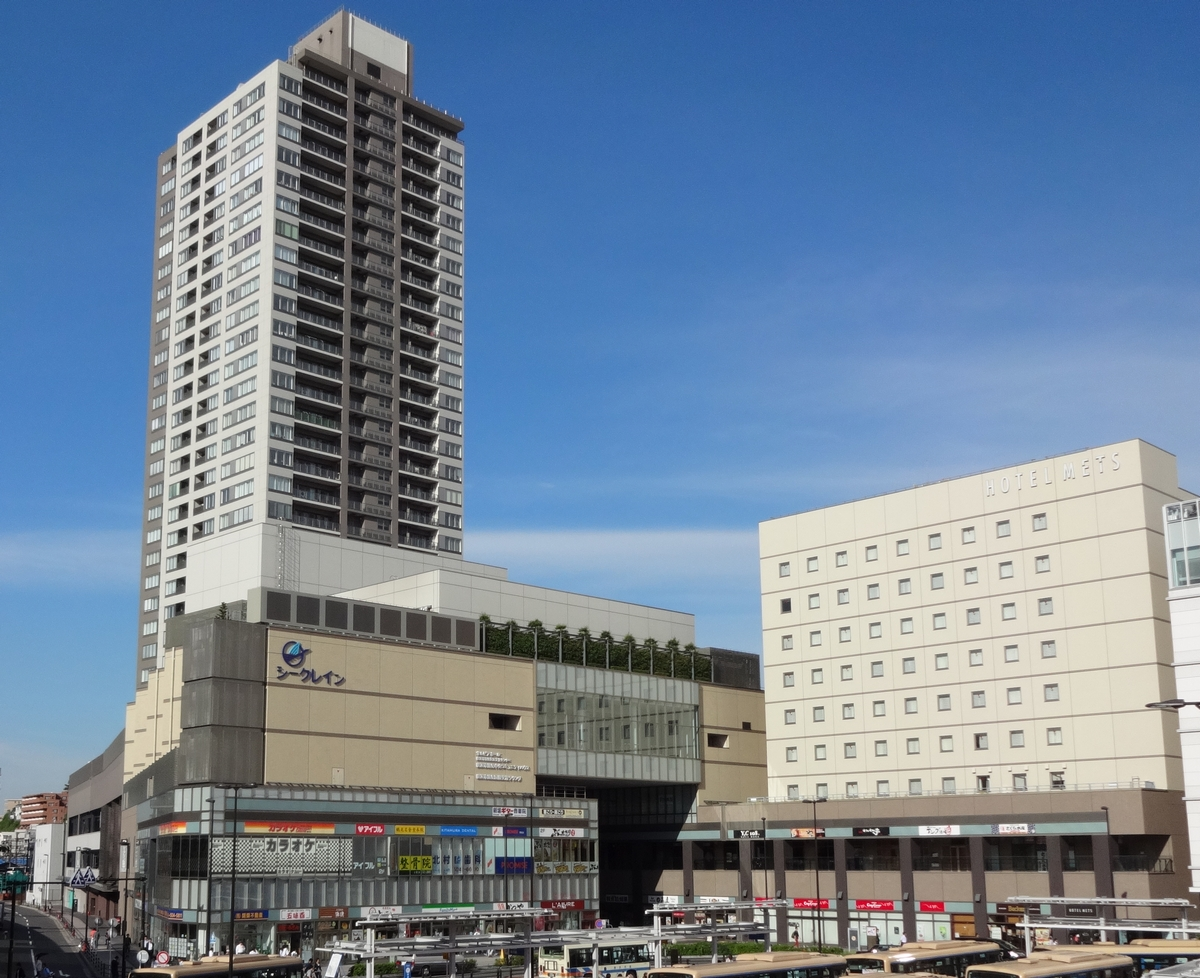
JR東日本ホテルメッツ横浜鶴見 （2015年6月5日）
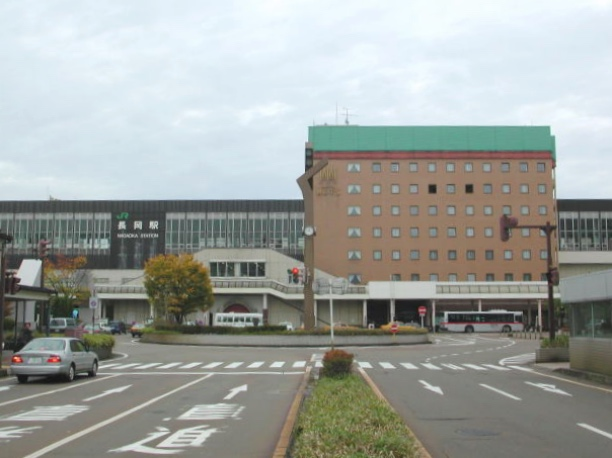
JR東日本ホテルメッツ長岡 （2004年11月）
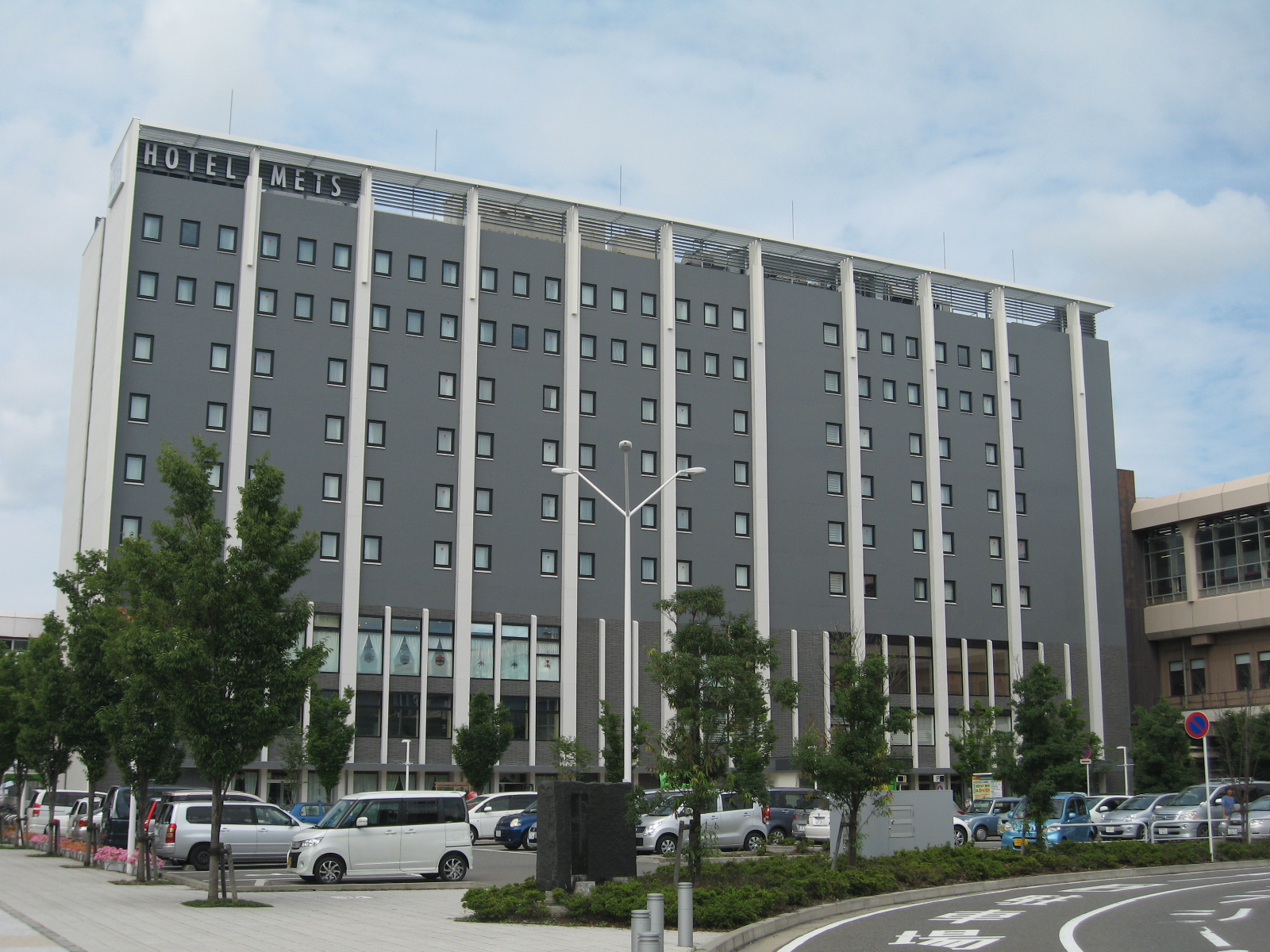
JR東日本ホテルメッツ新潟 （2013年8月）
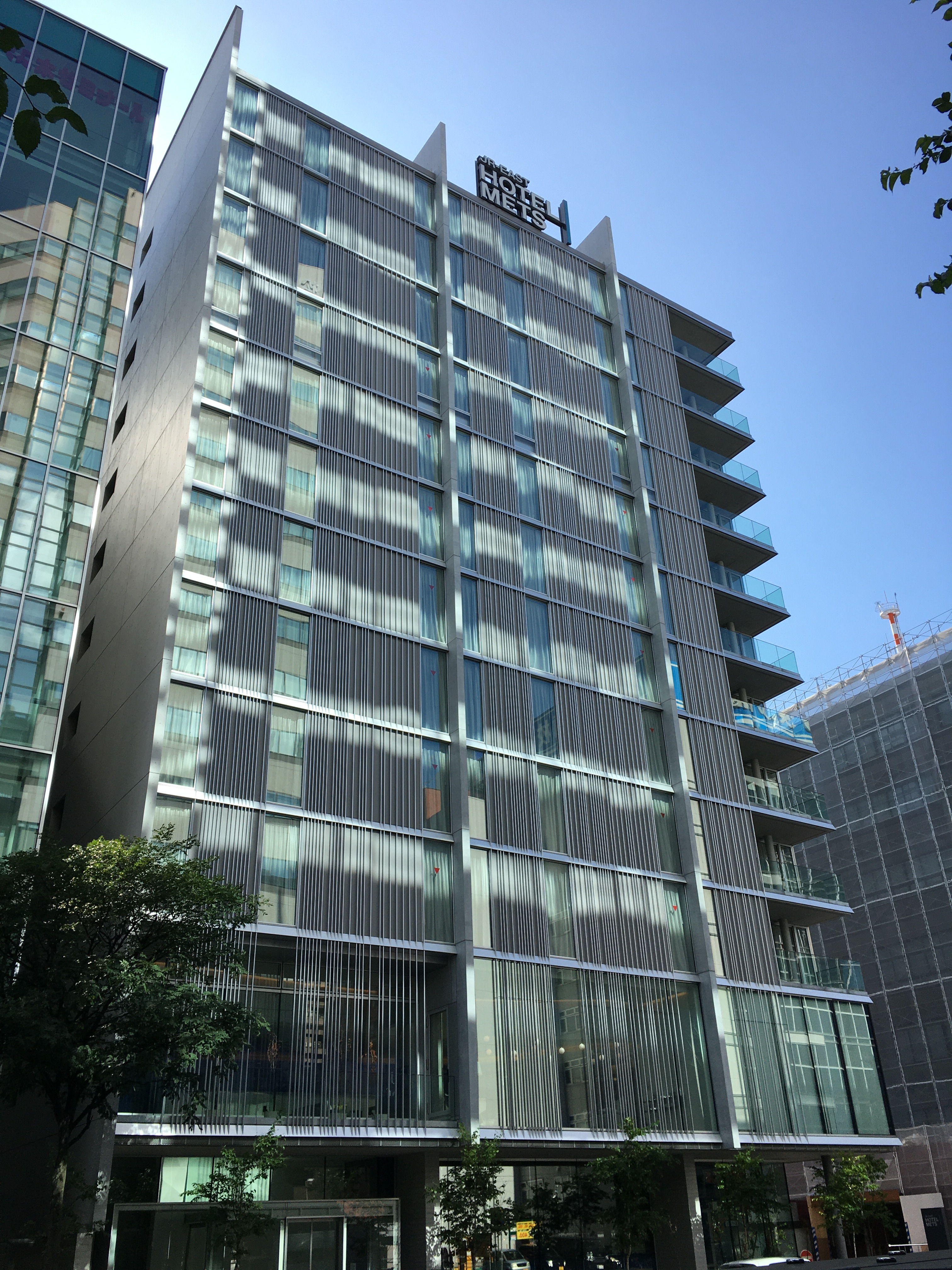
JR東日本ホテルメッツ札幌 （2020年7月）